# Swannanoa (mansión)
Swannanoa es una villa neorrenacentista construida en 1912 por el millonario y filántropo James H. Dooley sobre Rockfish Gap en la frontera del norte del condado de Nelson y el condado de Augusta, en el estado de Virginia (Estados Unidos). Se basa parcialmente en edificios en la Villa Medici, en Roma.
Rockfish Gap es el extremo sur de Skyline Drive a través del Parque Nacional Shenandoah y el extremo norte de Blue Ridge Parkway.
Se encuentra en la cima de las montañas Blue Ridge, con vistas a los valles de Shenandoah y Rockfish. Está ubicado en una frontera jurisdiccional, por lo que está en los condados de Augusta y Nelson.

## Historia
La casa tenía como fin ser un "lugar de verano" para el millonario y filántropo de Richmond James H. Dooley y su esposa Sarah "Sallie" O. May. Según  los informes, más de 300 artesanos tardaron ocho años en construir la estructura, con mármol georgiano y vitrales Tiffany y jardines en terrazas. Construido como una muestra de amor de marido a mujer, la profundidad de la relación de James y Sallie May se representó en el vitral de Tiffany de 4000 piezas y un techo abovedado con la imagen de la señora Dooley A pesar de los lujosos gastos, estuvo ocupado solo por pocos años tras su finalización en 1912.
Major Dooley murió en 1922 a los 82 años. Dejó Swannanoa a su esposa, Sallie Mae, junto con varios millones de dólares. Ella murió en 1925 a los 79 años.
Cuando se construyó la propiedad, tenía accesorios de última generación para la época. Se instalaron electricidad y fontanería. Fue la primera casa en tener electricidad en el condado de Nelson y para lograrlo tenía su propia planta de energía. También había un ascensor. Al igual que Monticello, tenía un montaplatos para llevar la comida desde la cocina del sótano al comedor del primer piso.
Las hermanas que heredaron la propiedad se la vendieron en 1926 a Valley Corporation of Richmond, que abrió un club de campo en 1929, que cerró  en 1932. En ese lapso, construyeron el edificio de piedra en la propiedad que, según se rumorea, alberga la mejor destilería de alcohol ilegal de la región y que fue un proveedor favorito de los funcionarios del gobierno durante la Prohibición. El campo de golf era de 18 hoyos. Fue durante la época de Swannanoa como club de campo cuando Calvin Coolidge cenó el Día de Acción de Gracias (1928) en la mansión. El suntuoso alojamiento y el aislamiento del bullicio del Capitolio parecieron afectar a la señora Coolidge profundamente, dándole "el vértigo de una yegua en la primavera" según los camareros. Calvin solía guardar silencio sobre el tema, pero parecía bastante cansado y somnoliento para la caza del día siguiente.
La Marina de los Estados Unidos consideró comprar y renovar la propiedad en 1942, que calcularon costaría 200 000 dólares, con el propósito de establecer una instalación secreta para interrogar a los prisioneros de guerra. Los militares lo rechazaron a favor de un campamento del Cuerpo Civil de Conservación en Fort Hunt, porque parecía poco probable que el Congreso aprobara la compra de una estructura tan palaciega para ese propósito.
La mansión estuvo vacía durante la Gran Depresión y la Segunda Guerra Mundial hasta que ET Dulaney la compró con un grupo de hombres de negocios de Charlottesville y formó Skyline Swannanoa, Inc. En 1944. Swannanoa fue alquilado en 1948 a Walter Russell para su Universidad de Ciencias y Filosofía.

## Galería

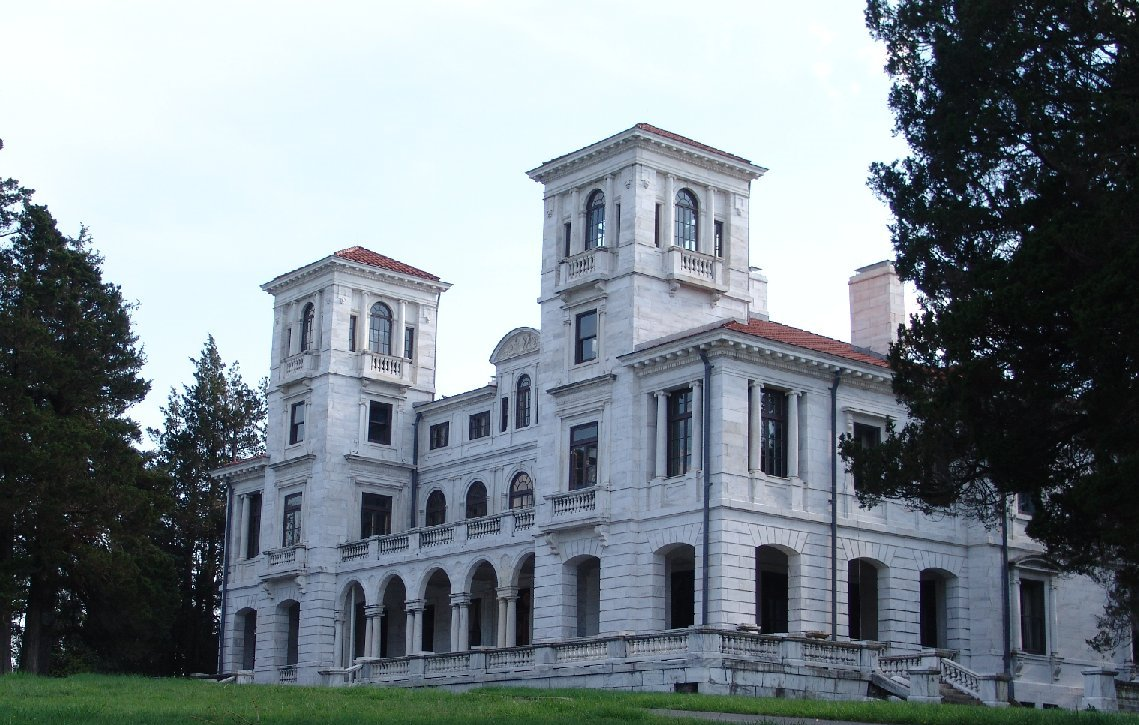
Swannanoa como es hoy.
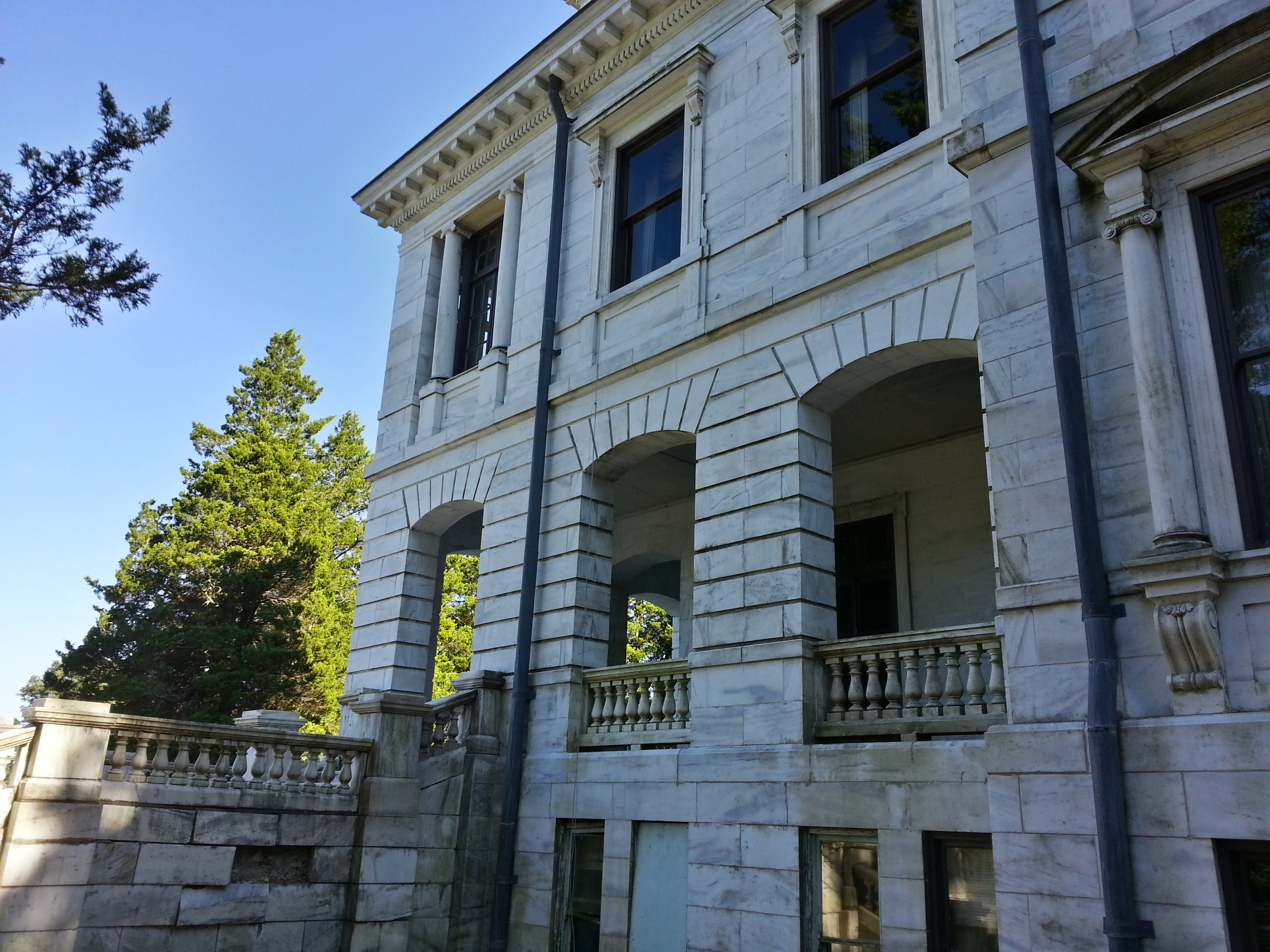
Vista lateral norte.
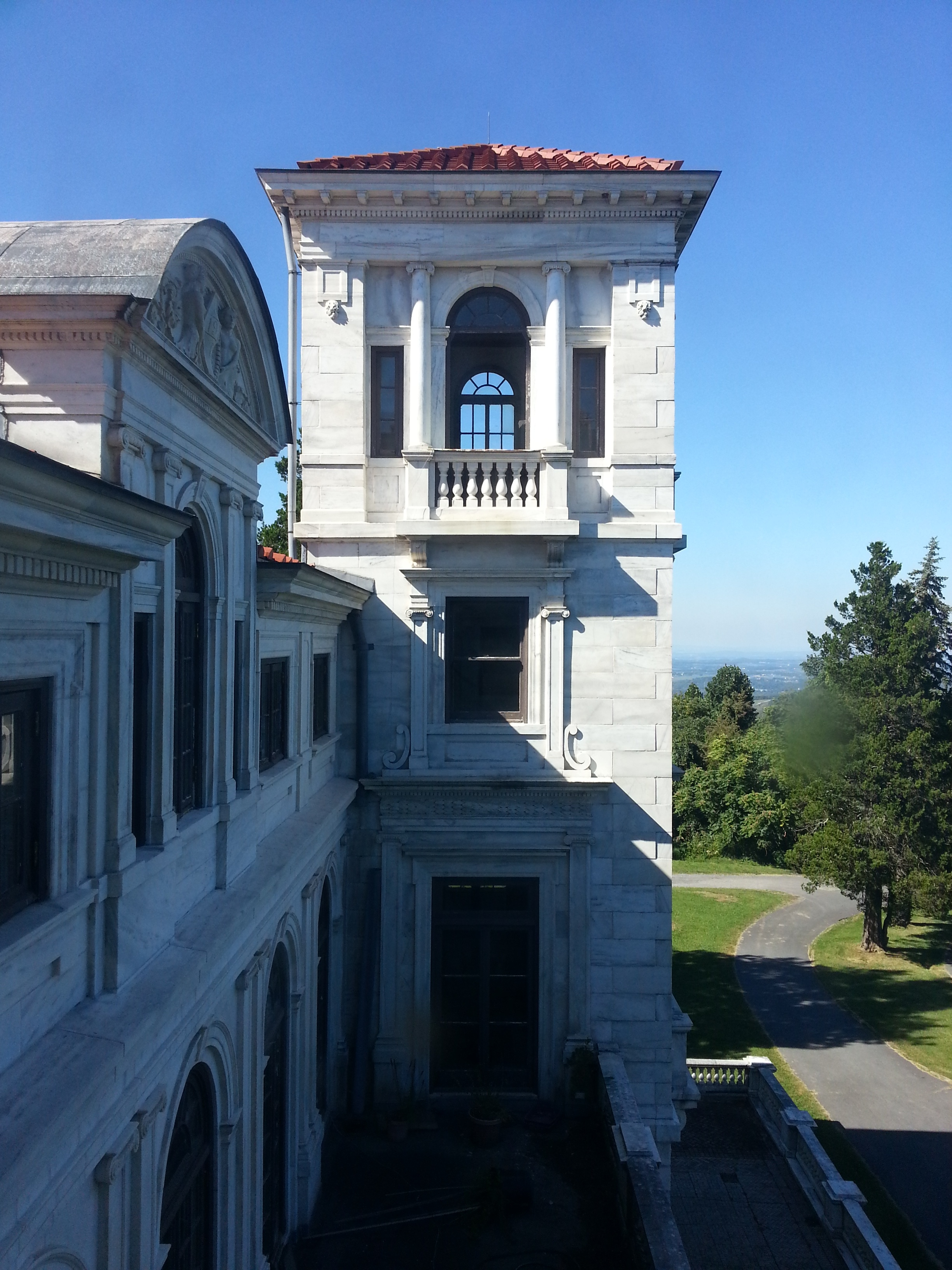
La torre norte.
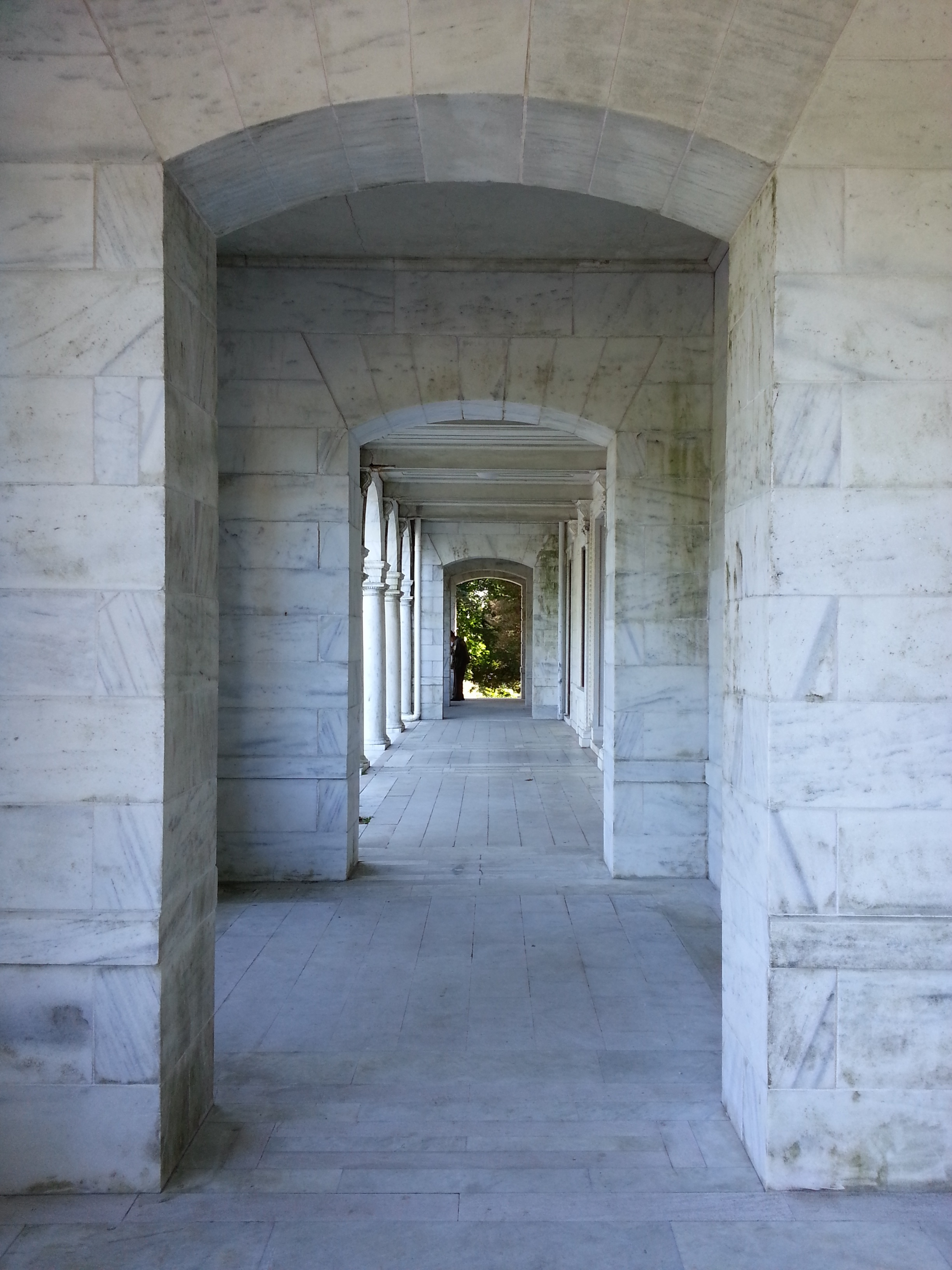
Arcadas de mármol.
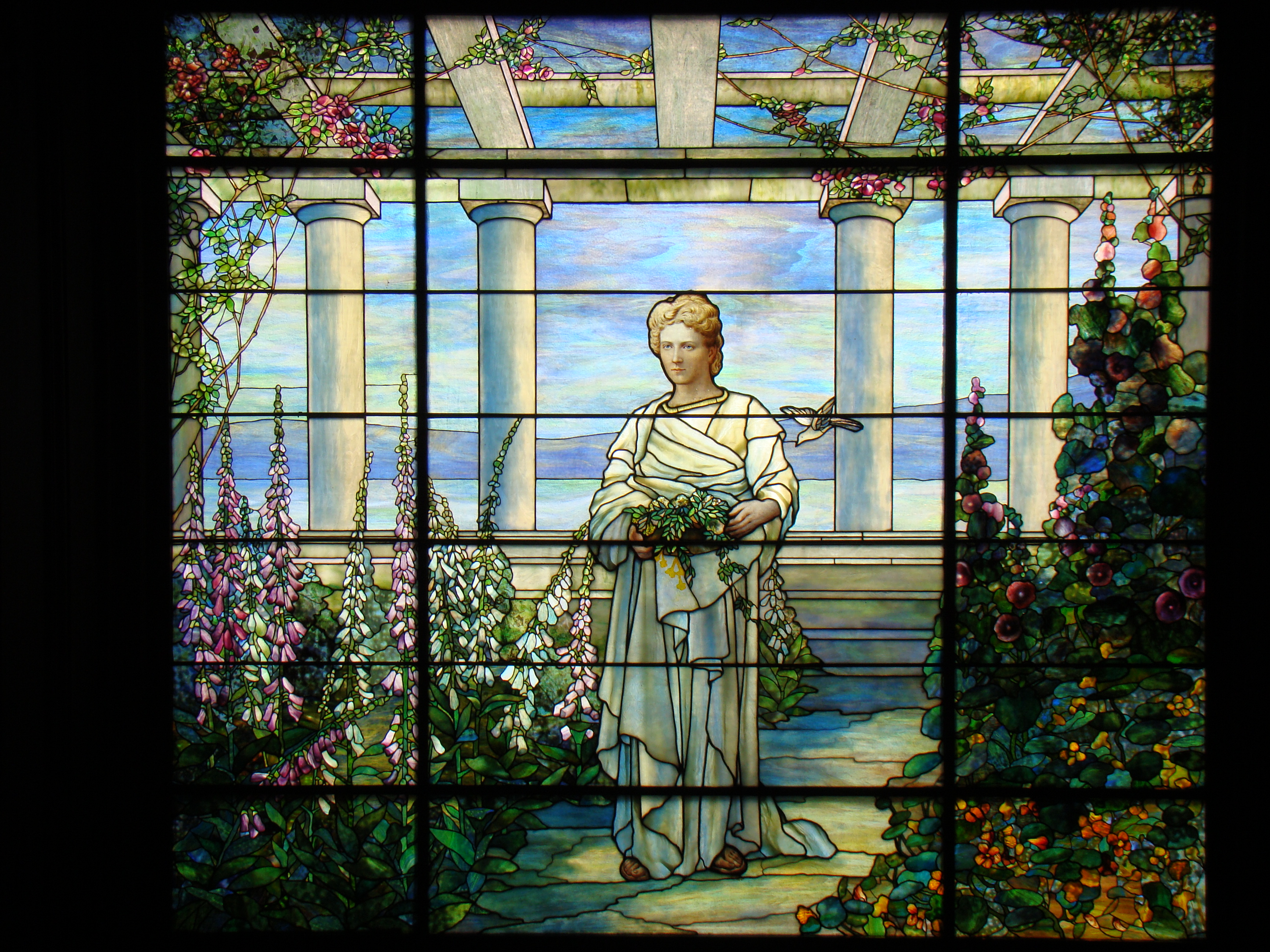
Vitral en el rellano de la gran escalera.
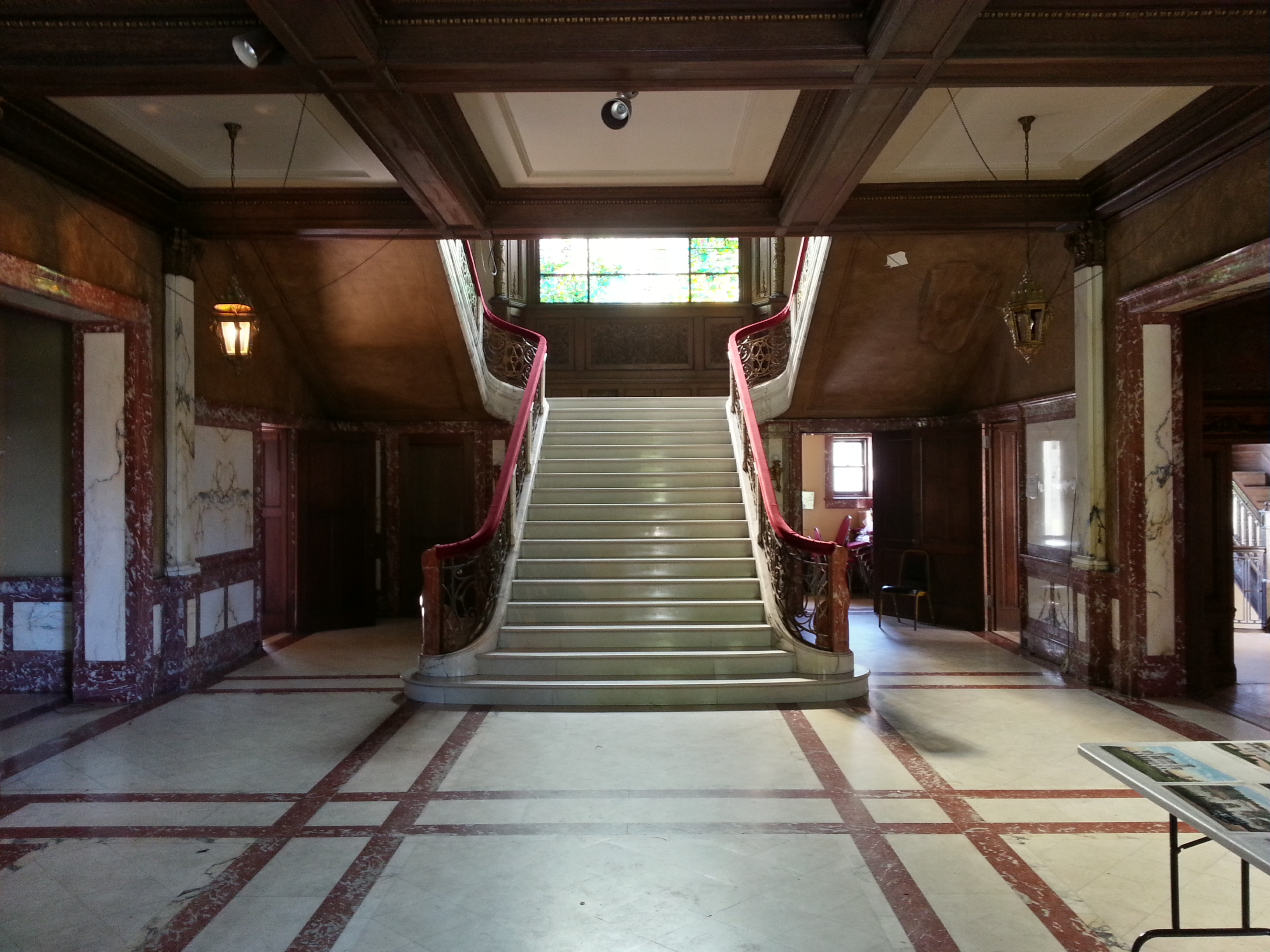
La gran escalera en el hall.
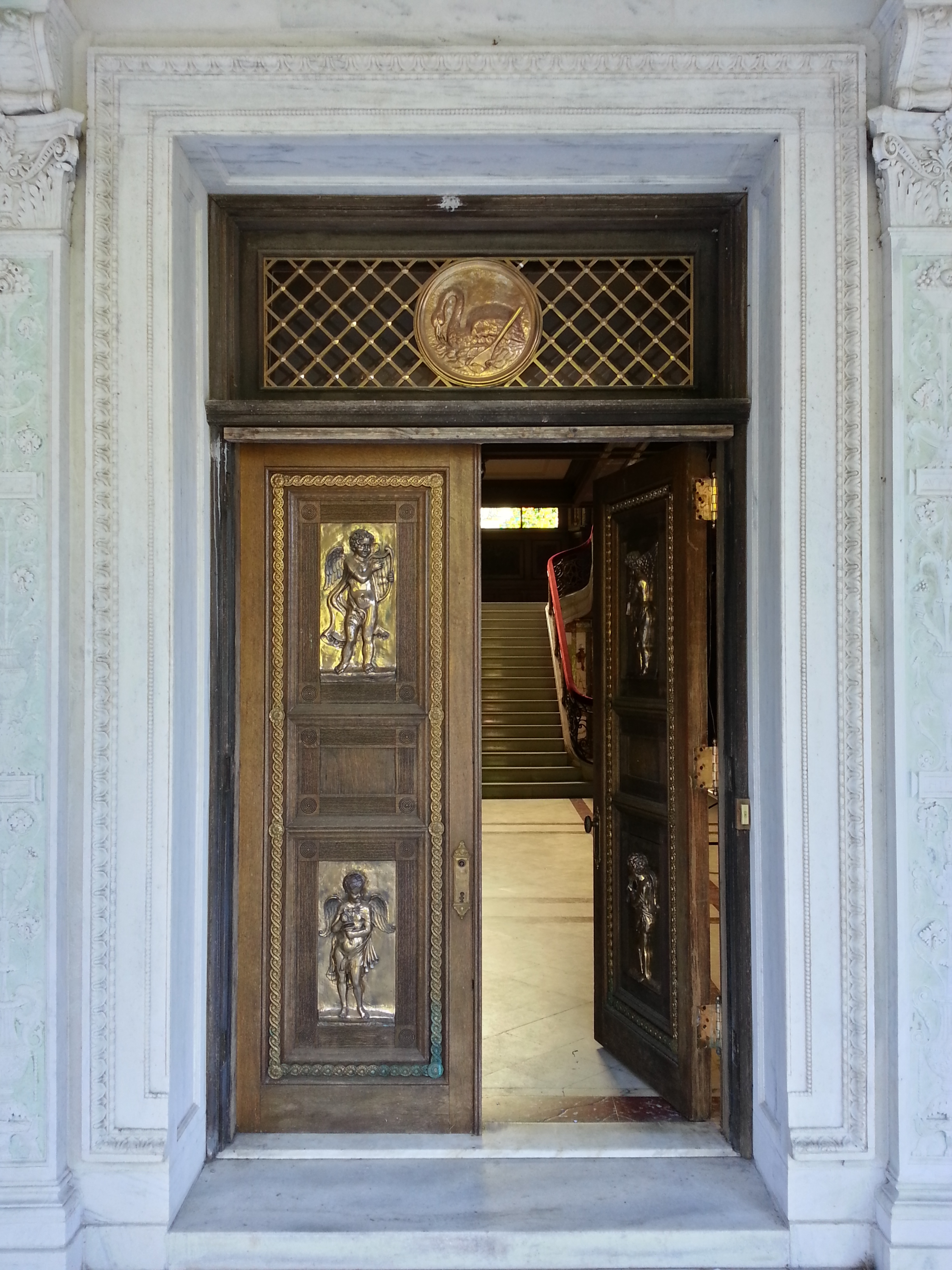
Puerta de entrada.
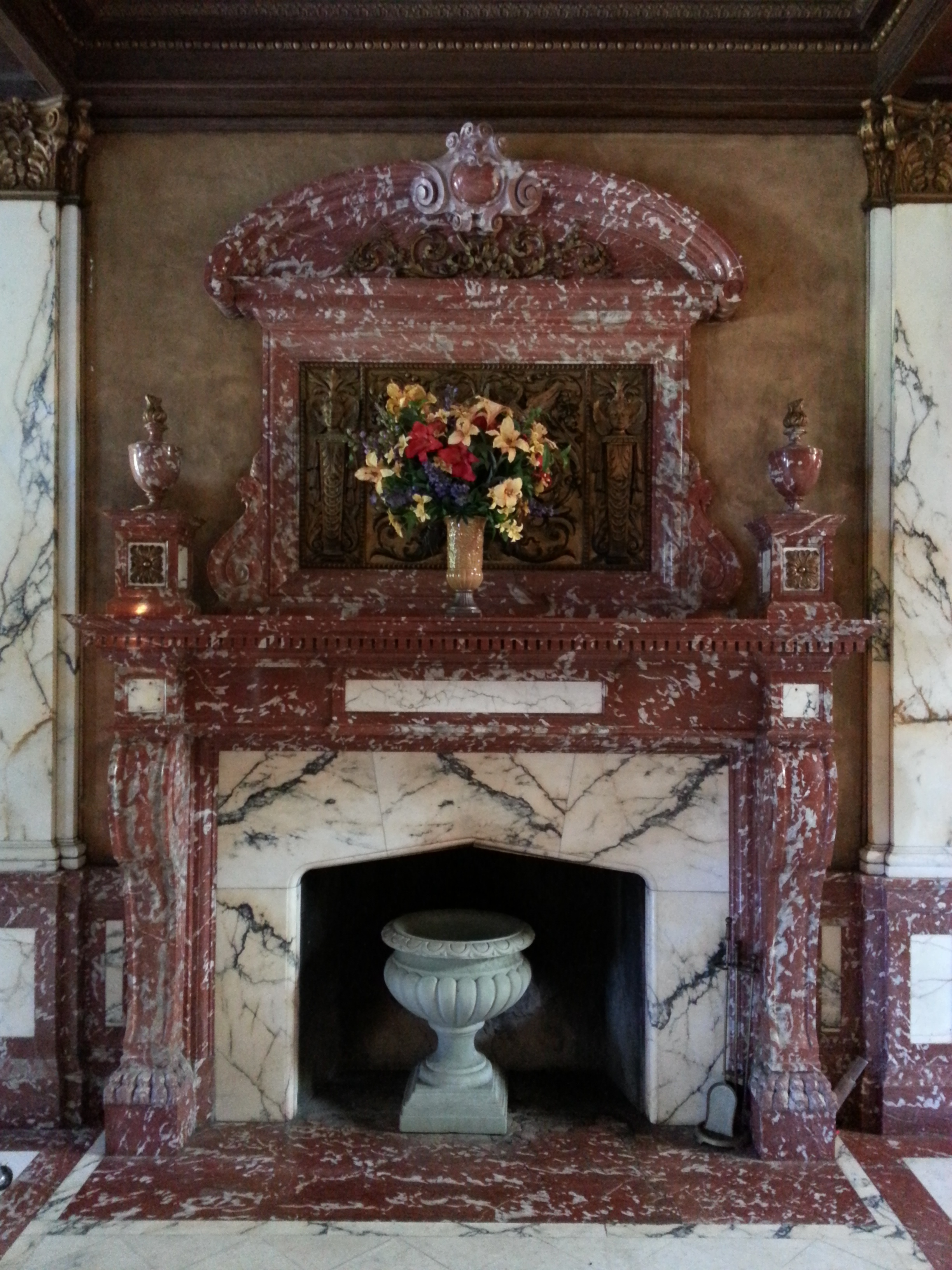
Chimenea en el hall.
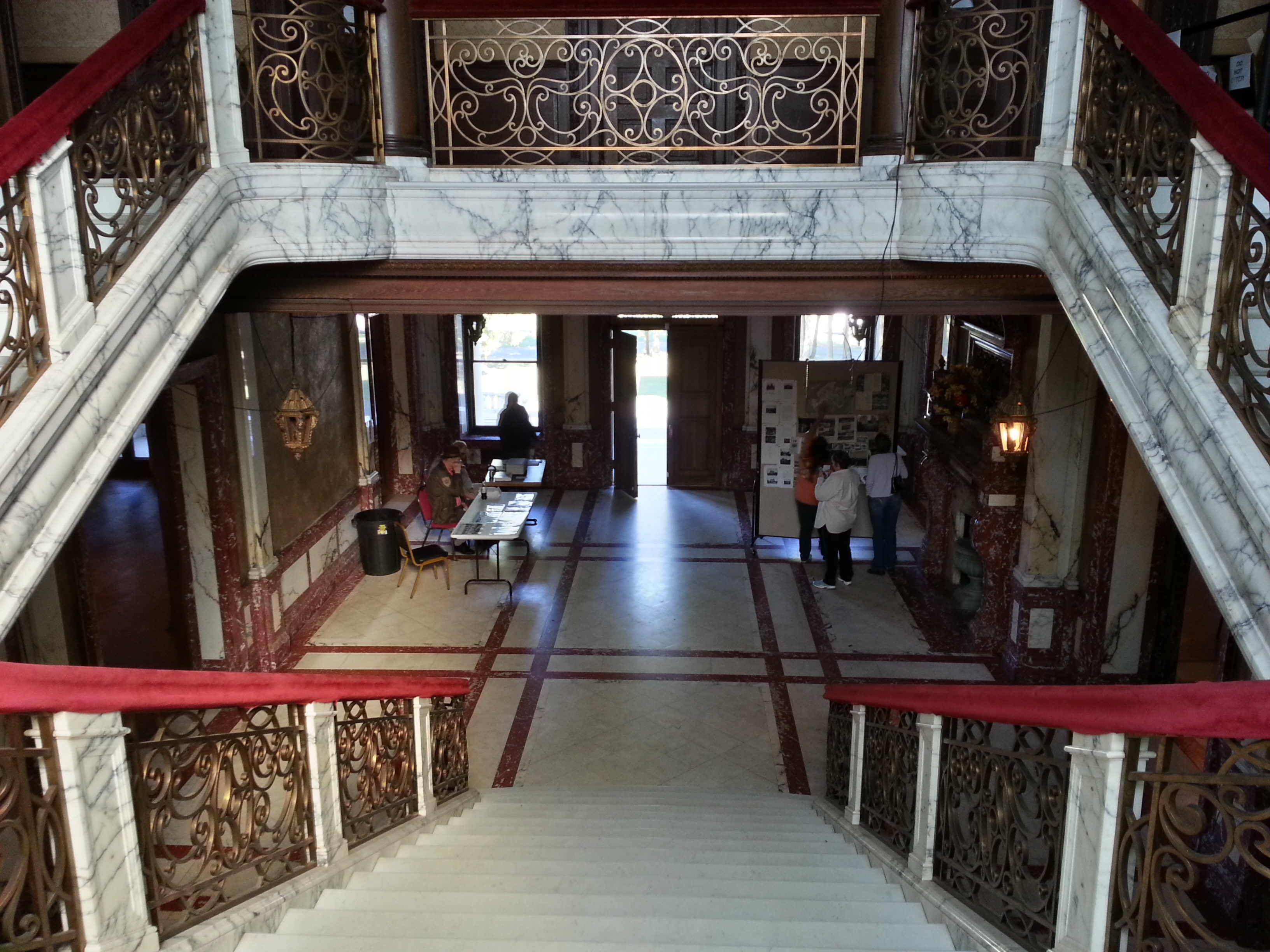
Hall de entrada.
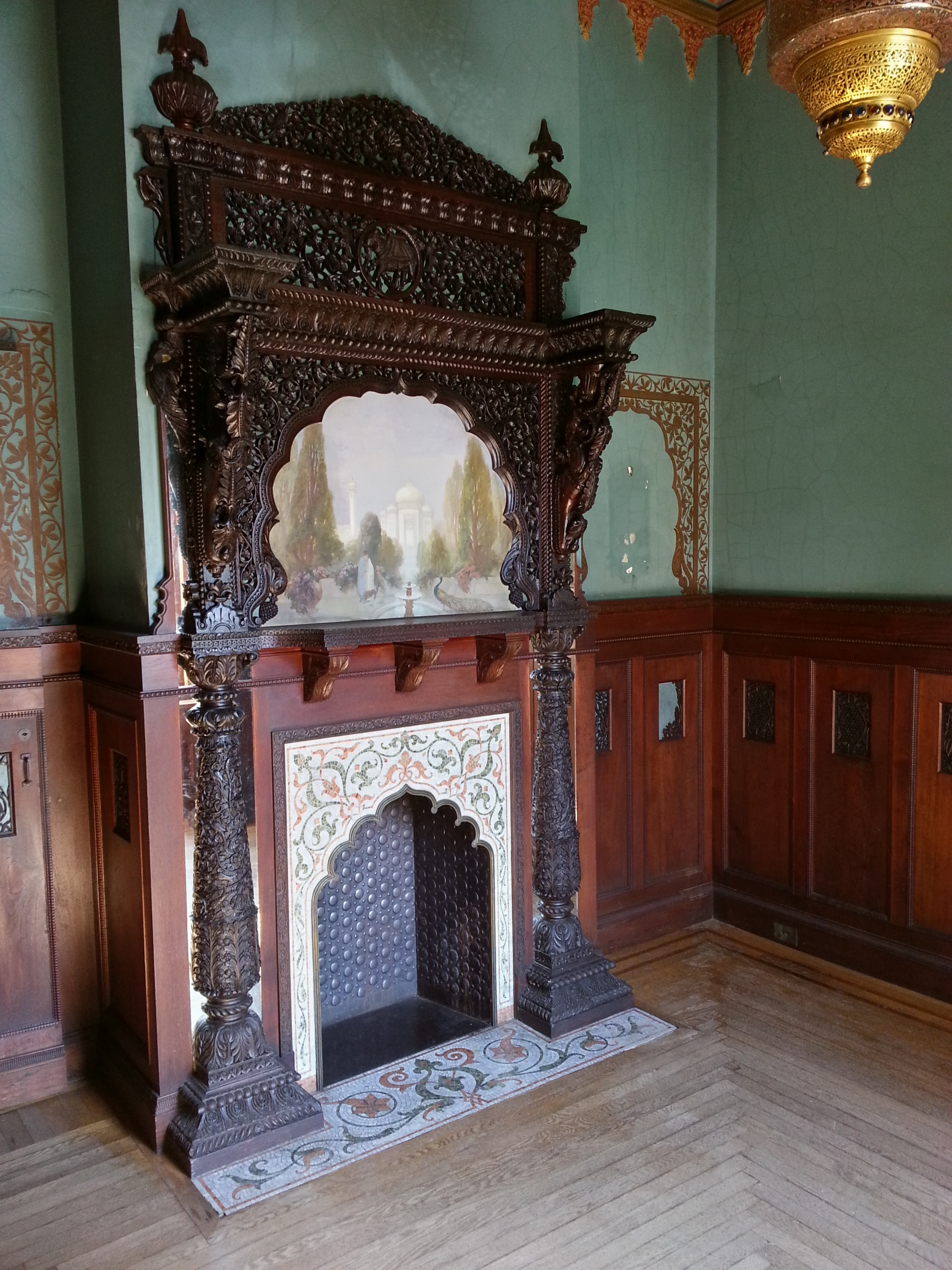
Chimenea de estilo persa.
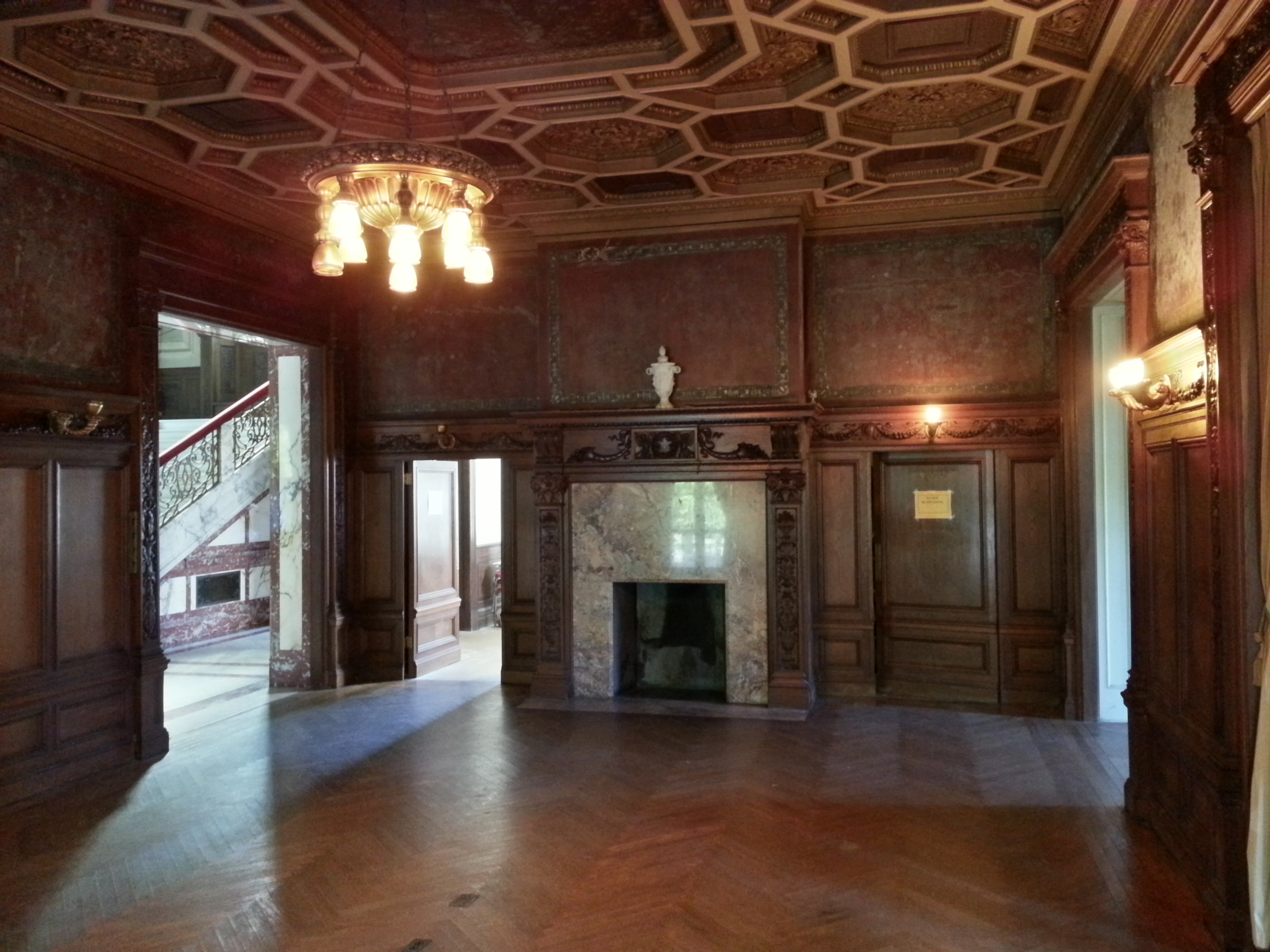
Comedor.
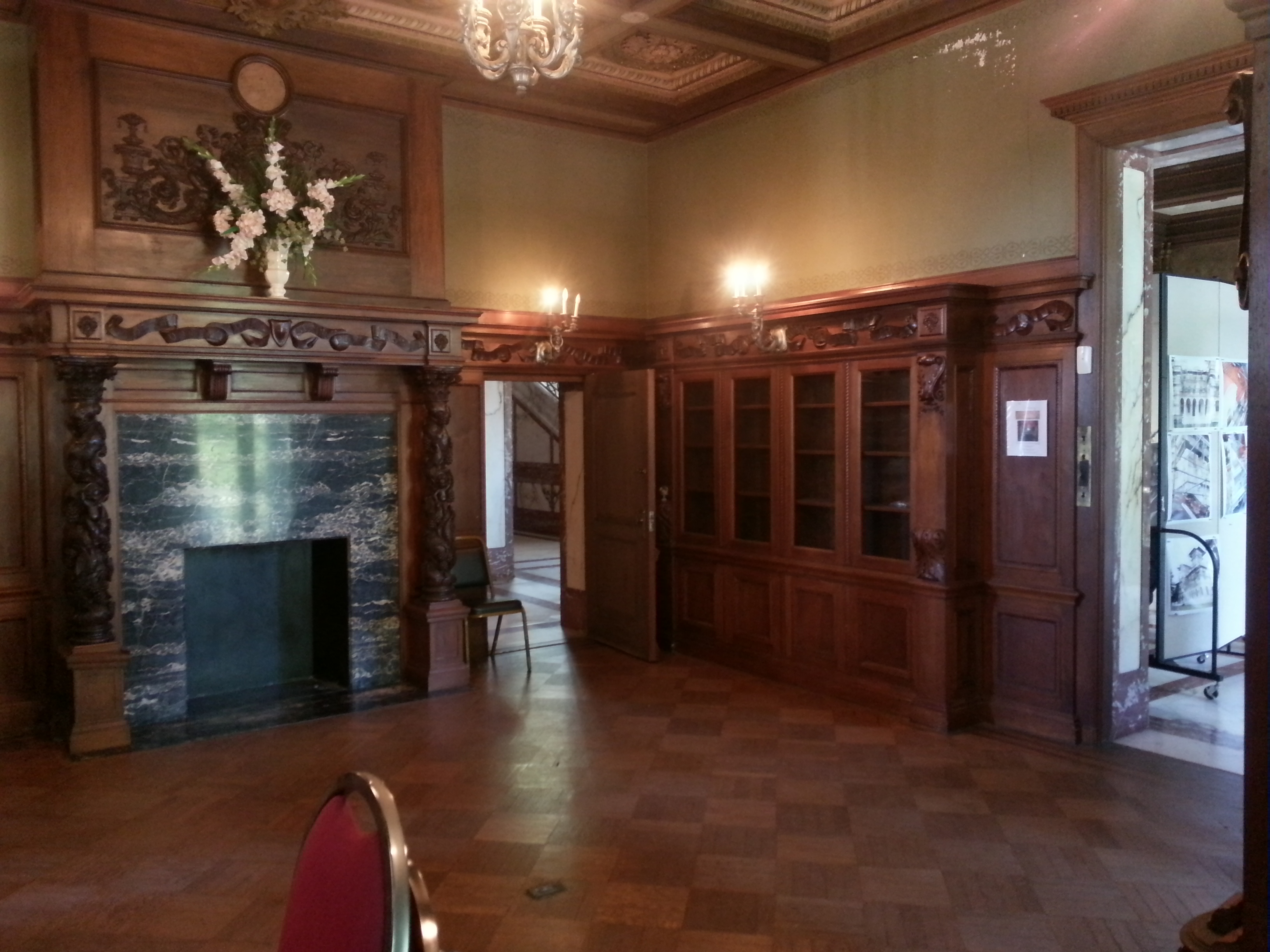
Biblioteca.
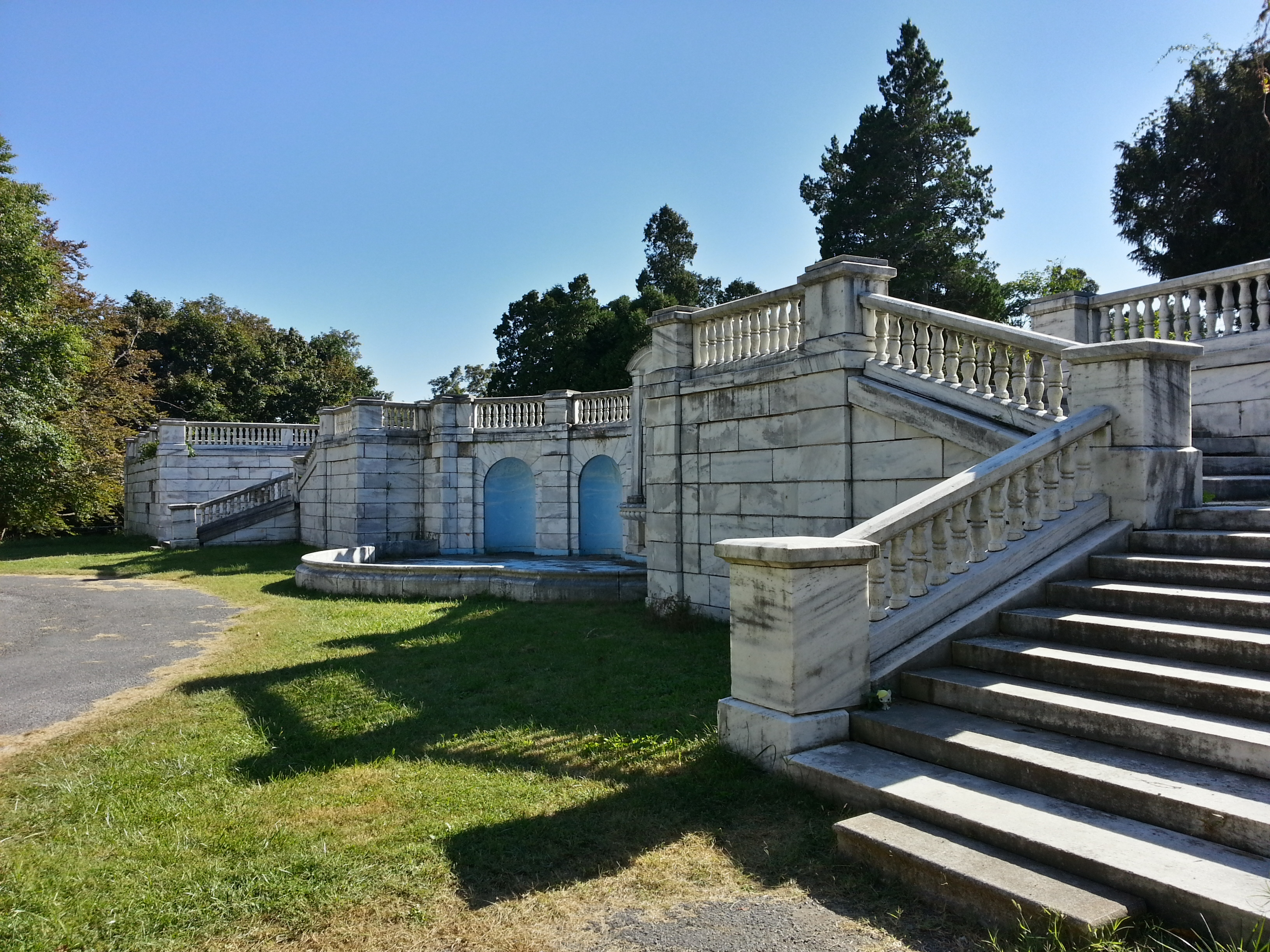
Vista parcial de los jardines italianos detrás de la casa.

## Visitantes notables
- El presidente Calvin Coolidge y su esposa visitaron el cercano Swannanoa Country Club el Día de Acción de Gracias de 1928. Se desconoce si los Coolidge realmente visitaron la mansión Swannanoa.[9] Pero de otra fuente, el Swannanoa Country Club era este edificio de mansión, y él visitó el edificio.[1]